# Рєчна (Архангельська область)
Рєчна (рос. Речная) — присілок в Котлаському районі Архангельської області Російської Федерації.
Населення становить 4 особи. Входить до складу муніципального утворення Котласький муніципальний округ.

## Історія
До 2022 року входило до складу муніципального утворення Сольвичегодське поселення.

## Населення
| 2002 | 2010 | 2012 |
| ---- | ---- | ---- |
| 3    | ↘1   | ↗4   |